# Отец Фёдор
Оте́ц Фёдор Ива́нович Во́стриков — персонаж романа Ильфа и Петрова «Двенадцать стульев» (1928), священник церкви Фрола и Лавра в уездном городе N. Желание обрести сокровища заставляет героя странствовать по городам и противостоять проискам конкурентов. Образ персонажа и его роль в романе были неоднозначно восприняты критиками и послужили поводом для литературной полемики.

## История персонажа
Первая версия романа «Двенадцать стульев», опубликованная в журнале «Тридцать дней» (1928), отличалась от его последующих редакций. Готовя книжное издание произведения, Ильф и Петров внесли серьёзные коррективы в текст, переработали отдельные главы и эпизоды. По словам литературного критика Бориса Галанова, писатели избавились от многочисленных «мелких, осколочных, пустяковых» подробностей, присутствовавших в изначальном варианте, и одновременно насытили книгу по-настоящему яркими деталями. Исправления коснулись и одного из самых заметных персонажей романа — отца Фёдора Вострикова. Если в «Тридцати днях» конкурент Остапа Бендера и Кисы Воробьянинова выглядел «чисто водевильным» героем, точно сошедшим со страниц ранних комических миниатюр Ильфа и Петрова, то в более поздних редакциях авторы добавили ему «новых красок».
Согласно первой версии предпринимательский пыл отца Фёдора не ограничивался разведением кроликов и созданием «мраморного стирочного мыла»; в перечень проектов Вострикова по скорейшему обогащению входила также собака Нерка, купленная им «за 40 рублей на Миусском рынке». Она должна была приносить регулярный элитный приплод от жениха-медалиста, однако на пути к грядущему богатству встал «одноглазый, известный всей улице своей порочностью пёс Марсик».
Литературовед Бенедикт Сарнов, изучавший историю романа, отметил, что молодые авторы «с весёлым озорством пародировали всё, что попадало в поле их зрения». Начало их работы над произведением совпало с выходом книги «Письма Ф. М. Достоевского к жене» (1926). Сравнивая тексты писем русского литератора и персонажа «Двенадцати стульев», Сарнов обратил внимание на ряд почти дословных совпадений, включая подписи: «Твой вечный муж Федя Достоевский» — «Твой вечный муж Федя»:

| Второе приключение в том, что я купил зонтик… Поставил в уголок зонтик и вышел, забыв про него. Через полчаса спохватился, иду и не нахожу: унесли Воскресенье, завтра закрыты лавки, если и завтра дождь, то что со мной будет. Пошёл и купил, и кажется, подлейший, шёлковый, за 14 марок (по нашему до 6 руб.). Из письма Ф. М. Достоевского к жене |  | Да! Совсем было позабыл рассказать тебе про странный случай, происшедший со мной сегодня. Любуясь тихим Доном, стоял я у моста. Тут поднялся ветер и унёс в реку картузик брата твоего булочника. Пришлось пойти на новый расход: купил английский кепи за 2 р. 50 к. Из письма отца Фёдора к Катерине Александровне |

## Рецензии и полемика
В одной из первых значительных рецензий на роман, появившейся в «Литературной газете» летом 1929 года, говорилось о том, что Ильфу и Петрову удалось совместить в своём произведении иронию, такт и насмешку. Автор публикации Анатолий Тарасенков отозвался о «Двенадцати стульях» в целом одобрительно и рекомендовал их для дальнейших изданий. Единственное, что показалось критику лишним, — это сюжетная линия, связанная с отцом Фёдором: она, по мнению Тарасенкова, была «чисто искусственно прилеплена к основному сюжету романа и сделана слабо».
Как заметил литературовед Яков Лурье, отцу Фёдору более, чем кому-либо из других персонажей романа, досталось от критиков. В том же 1929 году рецензент журнала «Октябрь» писал, что эпизод из главы «Под облаками», в которой забравшийся на отвесную скалу священник начал терять рассудок, «рассчитан на голый смех» и включён в произведение исключительно «для большей потехи».
Дискуссия вокруг этого персонажа продолжилась и спустя десятилетия. Если Бенедикт Сарнов считал, что имитация стиля классика, присутствующая в письмах отца Фёдора к жене Катерине Александровне, является оправданной, особенно с учётом того, что Достоевский и сам порой прибегал «к такому же пародированию чужих текстов», то литературовед Людмила Сараскина в ответ назвала Ильфа и Петрова «новыми растиньяками», нанёсшими «удар „по вершинным точкам“ Достоевского».

## Характер и судьба
Романная участь отца Фёдора оказалась «не только комичной, но и трагичной». Ни один из придуманных им способов обогащения не обернулся успехом, в том числе и погоня за сокровищами Клавдии Ивановны Петуховой. Сначала он стал жертвой манипуляций заведующего архивом Варфоломея Коробейникова; затем, держа в руках ордер на гарнитур генеральши Поповой, Востриков в поисках бесполезной мебели скитался по стране; приобретя, наконец, стулья и не обнаружив в них клада, он остался в полном одиночестве «за пять тысяч километров от дома, с двадцатью рублями в кармане».
Борис Галанов увидел в персонаже «стяжателя», которым Востриков оставался «на всех этапах своей духовной и гражданской карьеры». С ним согласна литературовед Ванда Супа (пол. Wanda Supa), считающая, что образ этого персонажа несёт в себе черты корыстолюбивых мольеровских героев. К числу защитников Вострикова относится Яков Лурье — по его мнению, отец Фёдор «наивен и добродушен», а его трагическая судьба сродни истории Паниковского из романа «Золотой телёнок» — героев объединяет не только печальный финал, но и «тема бунта маленького человека», восходящая опять-таки к Достоевскому.

## Маршрут героя
Дочь Ильи Ильфа — Александра Ильинична — в статье «Муза дальних странствий» прослеживает маршруты «охотников за бриллиантами», отмечая, что в отдельных точках они у конкурентов совпадают, затем расходятся и полностью совмещаются ближе к завершению романа. Маршрут отца Фёдора включает не менее десяти ключевых точек: уездный город N → Старгород → Харьков → Ростов-на-Дону → Баку → Зелёный Мыс → Махинджаури → Батум → Тифлис → Крестовый перевал → Дарьяльское ущелье.
О своих путевых впечатлениях герой рассказывает в письмах, в каждом из которых присутствует неизменная тема: «Брунса здесь уже нет». В письме, отправленном из Харькова, Востриков просит жену забрать долг у зятя 50 рублей и выслать их в Ростов. С донских берегов отец Фёдор оповещает Катерину Александровну об «ужасной дороговизне» и предлагает ей готовиться к новым расходам: на сей раз нужно продать «диагоналевый студенческий мундир». О Баку путешественник рассказывает как о большом городе, который «живописно омывается Каспийским морем», и тут же добавляет, что добраться до Брунса, живущего теперь на Зелёном Мысу, не может из-за отсутствия денег: «Вышли 20 сюда телеграфом». Затем письма сменяются телеграммами: отец Фёдор срочно просит матушку продать что угодно и отправить 230 рублей на приобретение «найденного товара»; та, в свою очередь, откликается отчаянной депешей: «Продала всё осталась без одной копейки… Катя».
По закону жанра, путешествие может окончиться счастливо. Путешествие может окончиться и полным фиаско. Мотив потери сокровищ так же традиционен, как и погоня за сокровищами. В нашем случае путешествие заканчивается трагически... Вряд ли отец Фёдор покинет стены психиатрической больницы.

## Киновоплощения
В разные годы роль отца Фёдора исполняли Рэм Лебедев, Михаил Пуговкин, Ролан Быков, Дом Делуиз и другие актёры. Среди многочисленных экранизаций романа литератор Борис Рогинский отдельно выделил киноверсию Леонида Гайдая, в которой интерьер жилища Востриковых напоминает убранство музея Фёдора Достоевского:

А ещё Ильф и Петров иногда подписывались псевдонимом — Ф. Толстоевский. Их маленькое озорство превратилось у Гайдая в большое хулиганство. Впрочем, как и у них, совершенно беззлобное и довольно надёжно скрытое.
Отец Фёдор в трактовке Пуговкина — отнюдь не негодяй. Его герой, попав в ситуацию искушения, не может не воспользоваться подвернувшимся случаем; он искренне верит, что сокровища мадам Петуховой теперь никому не принадлежат и обрести их сможет тот, кто окажется ловчее и проворнее. Однако путь к бриллиантам оказывается настолько тернистым, что персонаж Пуговкина не в состоянии долго сохранять изначальное благодушие — он «сначала как бы разогревается, затем плавится, доходит до красного каления, пока не взрывается и не погибает под страшным прессом рухнувшей надежды».
- 1962 — Двенадцать стульев (Куба) (Рене Санчес)
- 1966 — 12 стульев (Рэм Лебедев)
- 1970 — Двенадцать стульев (США) (Дом Делуиз)
- 1971 — 12 стульев (Михаил Пуговкин)
- 1976 — 12 стульев (Ролан Быков)
- 2004 — Двенадцать стульев (ФРГ) (Борис Раев)
- 2005 — Двенадцать стульев (Юрий Гальцев)

## Памятник отцу Фёдору
В 2001 году в Харькове был поставлен памятник Фёдору Вострикову. Романный персонаж внешне похож на исполнителя роли отца Фёдора в гайдаевской картине Михаила Пуговкина — это путешественник, держащий в руках чайник и письмо Катерине Александровне. Надпись, высеченная на постаменте, представляет собой фрагмент эпистолярного рассказа героя об очередной точке в его долгом маршруте: «Харьков — город шумный, центр Украинской республики. После провинции кажется, будто за границу попал».